# Forges-sur-Meuse
Forges-sur-Meuse és un municipi francès situat al departament del Mosa i a la regió del Gran Est. L'any 2007 tenia 100 habitants.

## Demografia

### Població
El 2007 la població de fet de Forges-sur-Meuse era de 100 persones. Hi havia 47 famílies, de les quals 12 eren unipersonals (4 homes vivint sols i 8 dones vivint soles), 19 parelles sense fills, 12 parelles amb fills i 4 famílies monoparentals amb fills.
La població ha evolucionat segons el següent gràfic:
Habitants censats

### Habitatges
El 2007 hi havia 63 habitatges, 46 eren l'habitatge principal de la família, 13 eren segones residències i 4 estaven desocupats. Tots els 63 habitatges eren cases. Dels 46 habitatges principals, 40 estaven ocupats pels seus propietaris i 6 estaven llogats i ocupats pels llogaters; 2 tenien dues cambres, 2 en tenien tres, 7 en tenien quatre i 36 en tenien cinc o més. 37 habitatges disposaven pel capbaix d'una plaça de pàrquing. A 15 habitatges hi havia un automòbil i a 25 n'hi havia dos o més.

### Piràmide de població
La piràmide de població per edats i sexe el 2009 era:
| Homes | Edats   | Dones |
| ----- | ------- | ----- |
| 4     | 95 o +  | 4     |
| 0     | 90 a 94 | 0     |
| 0     | 85 a 89 | 0     |
| 0     | 80 a 84 | 0     |
| 12    | 75 a 79 | 0     |
| 0     | 70 a 74 | 8     |
| 8     | 65 a 69 | 4     |
| 0     | 60 a 64 | 0     |
| 0     | 55 a 59 | 8     |
| 8     | 50 a 54 | 4     |
| 0     | 45 a 49 | 4     |
| 20    | 40 a 44 | 4     |
| 0     | 35 a 39 | 8     |
| 0     | 30 a 34 | 4     |
| 0     | 25 a 29 | 0     |
| 0     | 20 a 24 | 0     |
| 4     | 15 a 19 | 4     |
| 20    | 10 a 14 | 16    |
| 8     | 5 a 9   | 8     |
| 0     | 0 a 4   | 0     |

## Economia
El 2007 la població en edat de treballar era de 65 persones, 45 eren actives i 20 eren inactives. De les 45 persones actives 41 estaven ocupades (22 homes i 19 dones) i 4 estaven aturades (1 home i 3 dones). De les 20 persones inactives 12 estaven jubilades, 4 estaven estudiant i 4 estaven classificades com a «altres inactius».
Activitats econòmiques
L'any 2000 a Forges-sur-Meuse hi havia 6 explotacions agrícoles que ocupaven un total de 591 hectàrees.

## Poblacions més properes
El següent diagrama mostra les poblacions més properes.